# Manuel Fernández Caballero
Manuel Fernández Caballero (14. března 1835 Murcia – 26. února 1906 Madrid) byl španělský hudební skladatel, zejména zarzuel.

## Život
Narodil se 14. března 1835 v Murcii po smrti svého otce. Studium hudby zahájil velmi brzy. Jeho prvním učitelem byl Julián Gil, dirigent místního divadelního orchestru. Zpíval ve sboru augustiniánského kláštera a José Calvo ho učil základům techniky na celou řadu hudebních nástrojů. V deseti letech byl poslán do Madridu na studia k dalšímu svému bratranci Rafaelu Palazónovi. V roce 1850 vstoupil na madridskou konzervatoř. Studoval harmonii u Indalecia Soriana Fuertese a po jeho smrti pokračoval ve studiu skladby u Hilarióna Eslavy. V roce 1856 získal za skladbu první cenu.
Od roku 1853 působil jako první houslista v Teatro Real a jako dirigent v Teatro de Variedades, pro které napsal celou řadu orchestrálních předeher, baletní hudby a příležitostných skladeb. O rok později přešel do divadla Teatro Lope de Vega, pro nějž zkomponoval svou první zarzuelu Tres madres para una hija. Navzdory slušnému úspěchu zarzuely La jardinera (1857) se jeho ekonomická situace nijak nelepšila. Založil proto operní společnost na Kubě, kde pak žil až do roku 1871.
Po návratu do Madridu se konečně dočkal trvalejšího úspěchu několika zarzuelami počínaje El primer día feliz z roku 1872. V roce 1882 se stal stálým dirigentem Artístico-Musical Orchestra. Jeho divadelní společnost účinkovala s velkým úspěchem v Jižní Americe od Buenos Aires po Montevideo. Dočkal se i řady poct a vyznamenání.
Od roku 1894 kvůli zhoršujícímu se zraku omezil své skladatelské aktivity, ale úspěšná operace mu vrátila i dřívější energii. Stal se členem Akademie krásných umění, kde přednesl řeč na téma „Španělská lidová píseň“. Bouřlivého úspěchu dosáhl vlastenecky laděnou operou Gigantes y Cabezudos, která reagovala na porážku Španělska na Kubě. Zemřel v Madridu 26. února 1906 ve věku 70 let.

## Dílo (výběr)
Během svého života zkomponoval na 200 jevištních děl, nejčastěji zarzuel. Kromě toho komponoval i orchestrální a komorní hudbu, která však je dnes prakticky neznámá.
- Tres madres para una hija (1854)
- La jardinera (1857)
- El primer día feliz (1872)
- La marsellesa (2. 2. 1876 Madrid)
- Los sobrinos del capitán Grant (25. 8. 1877 Madrid)
- El salto del pasiego (17. 3. 1878 Madrid)
- Châteaux Margaux (5. 10. 1887 Madrid)
- El dúo de la Africana (13. 5. 1893 Madrid)
- El cabo primero (24. 5. 1896 Madrid)
- La viejecita (29. 4. 1897 Madrid)
- El señor Joaquín (18. 2. 1898 Madrid)
- Gigantes y cabezudos (29. 11. 1898 Madrid)
- El trono de Escocia